# Сурины
Сурины — несколько дворянских родов, из которых утверждёнными гербами обладали два. 
Опричником Ивана Грозного числился Севрюк Сурин (1573).
Сурины издревле известны в Польско-Литовском государстве: Сурин Фёдор защитник люблинского братства (1601), а Пётр участвовал в избрании архимандрита Печёрского. В 1699 году Ремигиян, Иван и Мартин протестовали против насилия, причиняемых православию католиками.
Род происходящий от лейб-кампанца Петра Сурина, возведённого указом императрицы Елизаветы Петровны в потомственное дворянское Российской империи достоинство за активное участие в дворцовом перевороте 1741 года.

## Описание герба
Щит разделён перпендикулярно на две части, в правой в чёрном поле между тремя серебряными звёздами находится золотое стропило, с означенными на нём тремя горящими гранатами. В левой части в зелёном поле три золотые хлебные колоса, стеблями в сердце щита соединенные, из которых два к обоим верхним углам накось, а третий прямо к подошве щита простираются.
Щит увенчан дворянским шлемом, на котором наложена Лейб-Компании Гренадерская шапка со страусовыми перьями красного и белого цвета, и по сторонам этой шапки видны два чёрные орлиные крыла с тремя на каждом серебряными звёздами. Намёт на щите зелёного и чёрного цвета, подложен серебром и золотом. Герб Сурина внесён в Часть 1 Общего гербовника дворянских родов Всероссийской империи, стр. 93.
Герб другого рода дворян Суриных внесен в Часть 20 Общего гербовника дворянских родов Всероссийской империи, стр. 111.